# Полометь
По́лометь — река в Новгородской области России, правый приток Полы.
Длина — 150 км, площадь бассейна — 2767 км², расход воды — 7,74 м³/с.
Крупнейший приток — Ярынья (правый).
Крупнейшие населённые пункты на реке — посёлки Яжелбицы и Лычково.
Полометь вытекает из озера Русское на Валдайской возвышенности, на территории Валдайского района Новгородской области. Высота истока — 188,0 м над уровнем моря. На первых километрах Полометь извилиста и узка, течение быстрое, в русле — перекаты и пороги. В верхнем течении протекает несколько небольших озёр.
В среднем течении начиная от села Яжелбицы, стоящего на шоссе Москва — Санкт-Петербург ширина увеличивается до 20 метров, скорость течения по-прежнему высока, большое число каменистых порожков, берега высокие, иногда обрывистые. Такой характер течения сохраняется до большого посёлка Лычково на железной дороге Бологое — Псков.
В нижнем течении за Лычковом, река слегка успокаивается, хотя отдельные перекаты по-прежнему встречаются. Полометь впадает в Полу около деревни Костьково Демянского района.
Обширно исследован и подробно описан процесс деформации русла реки Полометь, чрезвычайно ускорившийся в 1950-х-1960-х по причине масштабного изъятия твёрдых пород в верховьях.
На берегу Поломети в районе посёлка Яжелбицы находился Игнач Крест.
Река пользуется большой популярностью у водных туристов.